# 山下彰一
山下 彰一（やました しょういち 1938年 - 2025年2月22日）は、日本の経済学者。位階は従四位。
広島大学名誉教授。Ph.D.（ペンシルベニア大学、1974年）。専門は、経済発展論、地域開発論。高知県出身。

## 年譜

### 学歴
- 1965年 : 早稲田大学政治経済学部卒業
- 1974年 : ペンシルベニア大学大学院博士課程修了

### 職歴
- 1965年 : アジア経済研究所研究員
- アジア経済研究所主任調査研究員（1979年まで）
- 1979年 : 広島大学経済学部助教授
- 1983年 : 広島大学経済学部教授
- 1994年 : 広島大学大学院国際協力研究科教授
- 1994年 : 広島大学大学院国際協力研究科初代研究科長（1998年まで）
- 1994年 : 広島大学評議員
- 1996年 : 復旦大学顧問教授
- 2002年3月：広島大学定年退官
- 2002年：広島大学名誉教授
- 2002年4月：国際東アジア研究センター所長（2009年3月まで）[1]
- 2009年4月：国際東アジア研究センター顧問（2011年3月まで）

### 栄典
- 2025年2月22日：逝去に伴う従四位並びに瑞宝中綬章[2]。

#### 学外における役職
- 1999年 : 国際開発学会第3代目会長（2002年まで）[3]
- 2008年 : 国際開発学会名誉会員
- 東アジア経済学会（EAEA: The East Asian Economic Association）理事
- 環境経済・政策学会理事
- 中国・南開大学客員教授
- 総務省「郵政行政審議会」専門委員
- 文部科学省「中央教育審議会」専門委員
- 国際協力機構「ラオス国立大学経済経営学部支援国内委員会」委員

## 編著書
- Transfer of Japanese Technology and Management to the ASEAN Countries（Yamashita Shoichi ed., University of Tokyo Press, 1991）
- 『アジアを語る-13人の視点-』（共著、中国新聞社、1988年）
- 『国際開発とグローバリゼーション』（西川潤・高橋基樹・山下彰一 編著、日本評論社、2006年）
- Growing Industrial Clusters in Asia (Yusuf Shahid, Kaoru Nabeshima and Shoichi Yamashita eds., World Bank Publications, 2008)
- 『躍進するアジアの産業クラスターと日本の課題』（山下彰一・シャヒド.ユスフ 編、創文社、2008年）
- 『産業クラスターと地域経営戦略』（共編著、多賀出版、2009年）